# Kazimierz Domański (kolarz)
Kazimierz Domański (ur. 3 stycznia 1937, zm. 4 lipca 2018) – polski kolarz szosowy, medalista mistrzostw Polski.

## Kariera sportowa
Był zawodnikiem Legii Warszawa. W barwach tego klubu wywalczył mistrzostwo (1958) i wicemistrzostwo (1957) w drużynowym wyścigu szosowym na 100 km, a także wicemistrzostwo Polski w indywidualnym wyścigu szosowym ze startu wspólnego w 1962. Reprezentował Polskę w Wyścigu Pokoju w 1962 (54. miejsce), startował także w Wyścigu Dookoła Polski, w którym w 1961 zajął 4. miejsce w klasyfikacji końcowej, wygrał jeden z etapów i przez dwa etapy był liderem. Trzykrotnie zwyciężał w Wyścigu Dziennika Łódzkiego. Na arenie międzynarodowej największy sukces odniósł w 1963, zwyciężając w wyścigu szosowym podczas Igrzysk GANEFO.